# Alto Resbaloso-El Barrial
Alto Resbaloso-El Barrial era una localidad censal argentina ubicada en la comuna de Villa de las Rosas, departamento San Javier, provincia de Córdoba. Tenía un código LC, que significa "localidad compuesta".
Formalmente la zona es parte de Villa de las Rosas. En la actualidad el Gobierno de la Provincia de Córdoba reconoce solo a Alto Resbaloso como entidad, con el nomenclador 3430.
Alto Resbaloso cuenta desde 1958 con un club de fútbol llamado Sacachispas. El nombre de Alto Resbaloso es en referencia a una cuesta del lugar donde resbalaban los animales de carga.